# Codoniaceae
Codoniaceae är en familj av levermossor. Codoniaceae ingår i ordningen Metzgeriales, klassen levermossor, divisionen levermossor, och riket växter.
Familjen innehåller bara släktet Fossombronia.